# Villa des hommes
Villa des hommes est un roman de Denis Guedj, paru en 2007.
Durant la première Guerre mondiale, un mathématicien de 72 ans et un soldat français, ancien conducteur de locomotive, sont internés dans un hôpital psychiatrique allemand.
Le personnage du mathématicien s'appelle Singer et est inspiré de Georg Cantor. La vulgarisation de sujets mathématiques dans ce livre porte sur la théorie des ensembles, l'infini (plus précisément la cardinalité des ensembles infinis), la puissance du continu.
Le soldat français est un grand admirateur de Jaurès, mais, en dépit de cela, il a choisi de s'engager comme soldat au front. Il a refusé d'être sniper, ce qui lui a valu d'être envoyé aux postes les plus dangereux. Il a sauvé la vie d'un soldat ennemi (qui en fait allait se suicider). C’est un enfant abandonné à la naissance et adopté par un couple d'ouvriers.